# Lauritzenia pallida
Lauritzenia pallida är en kvalsterart som först beskrevs av Mihelcic 1956.  Lauritzenia pallida ingår i släktet Lauritzenia och familjen Haplozetidae. Inga underarter finns listade i Catalogue of Life.